# Carlos Heller (político argentino)
Carlos Salomón Heller (Villa Domínguez, Entre Ríos; 17 de octubre de 1940) es un bancario, político y dirigente deportivo argentino. Fue fundador y presidente del Banco Credicoop (cooperativo) y vicepresidente del club Boca Juniors. Es el principal dirigente del Partido Solidario (PSOL). También fue diputado nacional por la Ciudad Autónoma de Buenos Aires entre el año 2009 y 2017, y ocupa el mismo cargo desde el 19 de diciembre de 2019.

## Biografía
Carlos Salomón Heller nació en Villa Domínguez, una pequeña localidad rural en la Provincia de Entre Ríos, cerca de Villaguay. Una de 
Las tantas colonias donde a partir de 1880 donde se afincaron numerosos colonos judíos provenientes de Europa. Su familia migró a la Ciudad de Buenos Aires cuando contaba con 9 años.
Realizó sus estudios secundarios en un colegio industrial, en la Escuela de Educación Técnica N.º 4 "Ing. Emilio Mitre" (E.E.S.T.N.º 4), en San Martín, recibiéndose de técnico mecánico y comenzando a trabajar como obrero especializado en una empresa de autopartes. Inició estudios universitarios de ingeniería mecánica, que abandonó en 1962.
De su primer matrimonio, con Ester Sosa, tuvo dos hijos: Sergio y Silvia, de los cuales tiene cinco nietos: Pablo, Mathias, Natalia, Sol y Martín. De su segundo matrimonio, tiene un hijo: Carlos.

### Cooperativismo
Carlos Salomón Heller es un destacado dirigente del movimiento cooperativo.
Desde muy joven, en 1963, comenzó a trabajar en la administración de cajas de crédito cooperativas en el Gran Buenos Aires. En 1974 ingresó al Instituto Movilizador de Fondos Cooperativos. En 1976 la dictadura militar denominada Proceso de Reorganización Nacional (1976-1983) intentó eliminar el sector cooperativo del ámbito financiero; Heller participó activamente de la resistencia cooperativista, y fue uno de los principales gestores de la fusión de las cooperativas de crédito con el fin de sobrevivir. Esto dio origen en 1979,  al Banco Credicoop, creado a partir de la fusión de 44 cajas de crédito existentes en Capital Federal y Gran Buenos Aires. 
Heller fue gerente general de la entidad hasta 2005, cuando fue elegido presidente del Banco Credicoop, entidad cooperativa que en 2007 se ubicaba como el segundo banco privado del país. En ese carácter ha sido elegido Presidente de Asociación de Bancos Públicos y Privados de la República Argentina (ABAPPRA).
Derivado de su papel dirigente de la banca cooperativa, Heller tiene estrechas relaciones con sectores de la pequeña y mediana empresa urbana y agrícola.

### Dirigencia deportiva

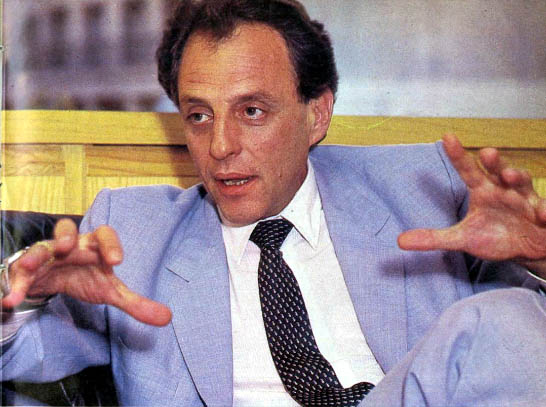
Carlos Heller en una entrevista con El Gráfico en 1987.

Fue elegido vicepresidente de Boca Juniors en 1985, acompañando en la fórmula a Antonio Alegre. Se desempeñó en el cargo hasta 1995.
Su nombre ha sido mencionado en varias oportunidades como eventual candidato a presidente de la poderosa Asociación del Fútbol Argentino (AFA), sobre todo por parte del dirigente de Vélez Sarsfield, Raúl Gámez, que estaba ideológicamente enfrentado con Julio Grondona.

### Política
Heller siempre ha estado vinculado a los sectores de centroizquierda. Él mismo declara que su lectura preferida son los socialistas utópicos y que su referente político es Floreal Gorini, un destacado dirigente comunista y cooperativista.
Forma parte del grupo Encuentro de Rosario lanzado en 2004, junto a otros dirigentes como el economista Claudio Lozano, la religiosa Martha Pelloni, La dirigente radical Margarita Stolbizer, sectores del ARI, el Partido Socialista, el Partido Comunista y el sindicalista Víctor De Gennaro. Algunos sectores que participaron de estas reuniones se presentaron en las elecciones legislativas de 2005 con el nombre Encuentro Amplio y las candidaturas de Jorge Rivas en la Provincia de Buenos Aires y de Patricio Echegaray en la Capital. Heller apoyó estas listas.
En 2007 Heller creó el Partido Solidario y fue uno de los referentes de Diálogo por Buenos Aires, un frente político que aglutinó a su fuerza política, al exjefe de Gobierno porteño Aníbal Ibarra y al diputado nacional Miguel Bonasso. Posteriormente, hicieron un acuerdo electoral con el Frente para la Victoria (el sello electoral que incluía al Partido Justicialista y que lideraba el entonces presidente Néstor Kirchner). Esta coalición contempló la fórmula Filmus (FPV) - Heller (DPBA) para competir por la jefatura de gobierno de la Ciudad Autónoma de Buenos Aires.
Presentó numerosos proyectos de ley, entre ellos la declaración de la actividad Financiera como servicio público con el objetivo de impulsar el financiamiento productivo general, en particular de las micro, pequeñas y medianas empresas nacionales y promover para lo cual reunió más de medio millón firmas en respaldo.
El 3 de junio de 2007 compitió por la Vicejefatura de Gobierno de la Ciudad de Buenos Aires, acompañando a Daniel Filmus, con el siguiente resultado (98.25 % mesas escrutadas): Macri-Michetti 45,62% Filmus-Heller 23,77 %
Debido a que ningún candidato alcanzó a superar el 50% de los votos, el 24 de junio Mauricio Macri-Gabriela Michetti y Daniel Filmus-Carlos Heller volvieron a enfrentarse en un balotaje o segunda vuelta. El triunfo correspondió a la fórmula Macri-Michetti, siendo elegidos Jefe y Vicejefe de Gobierno.
En mayo de 2009, Heller se lanza oficialmente como candidato a diputado nacional apoyado por el peronismo kirchnerista, otros sectores progresistas, y los sindicatos. En las elecciones realizadas el 28 de junio de ese año, la lista encabezada por Carlos Heller, Noemí Rial y Julio Piumato quedó en cuarto lugar lejos tras las listas encabezadas por Gabriela Michetti (Unión-PRO), Pino Solanas (Proyecto Sur), y Alfonso Prat Gay (Acuerdo Cívico y Social).
En el marco de las Elecciones legislativas de 2013, Heller renovó su banca de diputado nacional por la Ciudad de Buenos Aires. Fue elegido junto con el legislador porteño Juan Cabandié y la presidenta del INCAA, Liliana Mazure. 
Fue precandidato a jefe de Gobierno porteño en la P.A.S.O 2015, por el Frente Unidos Por la Ciudad, dentro del Frente para la Victoria. Ante el cierre de listas en la Capital Federal, acordó una lista única de legisladores y comuneros con el precandidato presidencial Jorge Taiana y el exjefe de Gobierno Aníbal Ibarra. Esta nómina fue apoyada por el Movimiento Evita y encabezada por el líder de Partido Solidario. Edgardo Form. Este Lista quedó afuera de las primarias y apoyó a Mariano Recalde para las elecciones eenerales.